# Partido Democracia e Progresso
Partido Democracia e Progresso é um partido político fundado em 9 de março de 2020 sob a liderança de Ali Babacan e que opera na Turquia . De acordo com o estatuto do partido, sua abreviatura oficial é “DEVA”. Seu símbolo é uma gota d'água com a silhueta de uma muda em seu interior. É representado na Grande Assembleia Nacional Turca por 15 deputados. Seu presidente é Ali Babacan. 